# Antonio Berasategi
Antonio Berasategi Sáez de Zuazola es un exciclista español nacido el 24 de enero de 1978 en la localidad alavesa de Araia (España).
Debutó como profesional en el año 2004 con el equipo portugués Matesica-Aboboda.

## Palmarés
No consiguió ninguna victoria como profesional.

## Resultados en Grandes Vueltas y Campeonato del Mundo
Durante su carrera deportiva ha conseguido los siguientes puestos en las Grandes Vueltas y en los Campeonatos del Mundo en carretera:
| Carrera         | 2002 | 2005 | 2006 |
| --------------- | ---- | ---- | ---- |
| Giro de Italia  | -    | -    | -    |
| Tour de Francia | -    | -    | -    |
| Vuelta a España | -    | -    | -    |
| Mundial en Ruta | -    | -    | -    |

-: No participa

Ab.: Abandono

## Equipos
- Matesica-Aboboda (2002)
- Kaiku (2005-2006)